# Główka (grzyby)

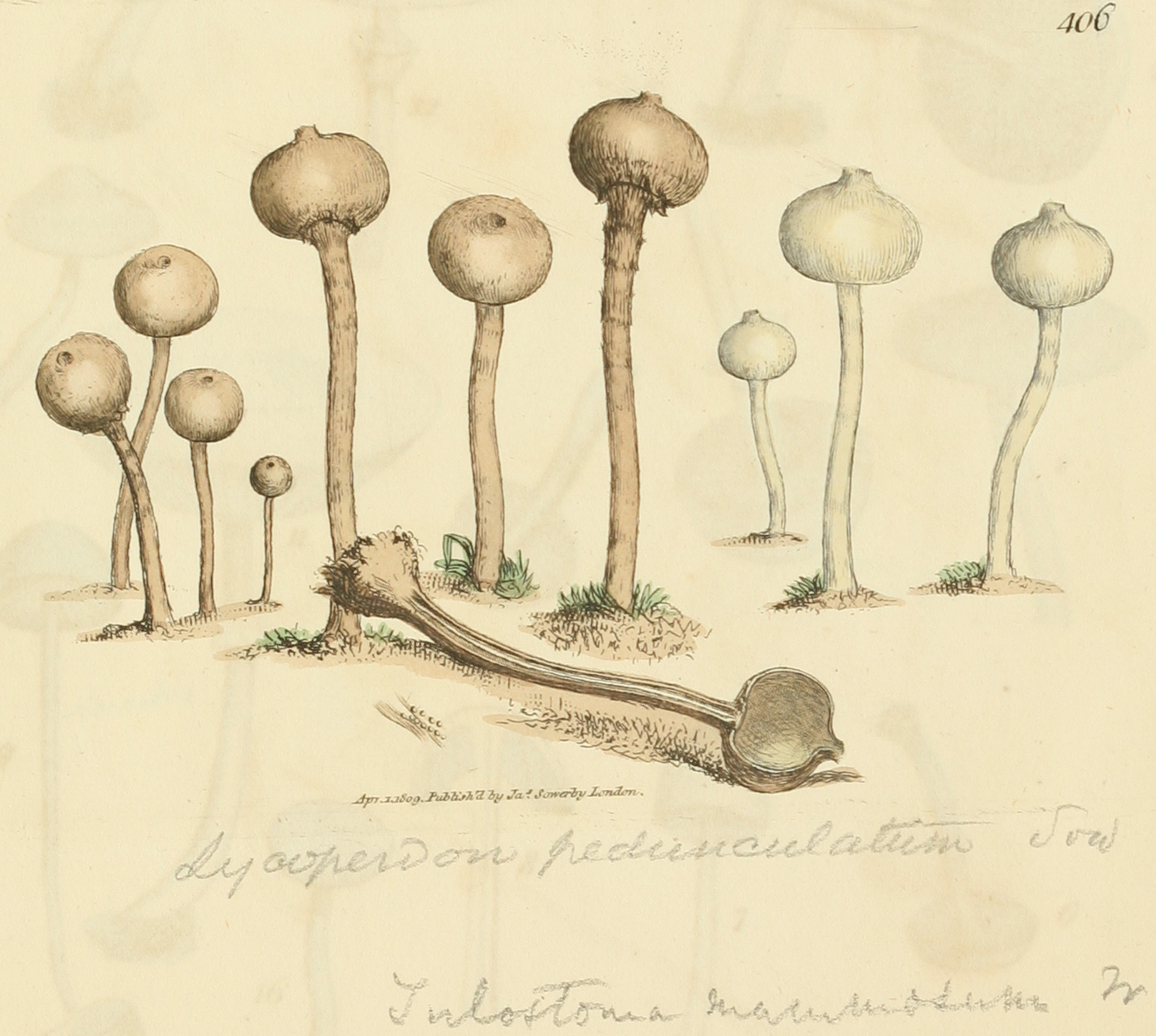
Owocniki z główką u berłóweczki

Główka (łac. caput) – w mykologii termin mający dwa znaczenia:
- kulista część owocnika u niektórych grzybów, znajdująca się na szczycie jego trzonu. Występuje np. u grzybów z rodzaju berłóweczka (Tulostoma). Owocniki z główką stanowią pośrednią formę między owocnikami otwartymi (grzyby kapeluszowe), a owocnikami zamkniętymi (wnętrzniakami). Po dojrzeniu główka pęka i przez pęknięcie wydostają się z niej zarodniki. Miejsce pęknięcia (ujście) i jego morfologia mają znaczenie przy oznaczaniu niektórych gatunków grzybów główkowych. Czasami u podstawy główki znajdują się w postaci kołnierzyka resztki egzoperydium[1]. Nie zawsze główka ma kulisty kształt. U niektórych owocników, np. w rodzinie smardzowatych, główka jest wydłużona, a na jej powierzchni znajdują się wypukłe żebra i wklęsłe alweole[2].

- u grzybów z typu Mucoromycota główka to szczytowa, nabrzmiała część konidioforu lub sporangioforu, składająca się z pęcherzyka i wyrastających z niego fialid i konidiów lub merosporangiów[3].

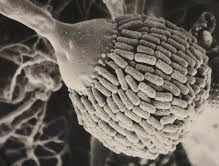
Główka Syncephalis sphaerica